# Tellina oahuana
Tellina oahuana är en musselart. Tellina oahuana ingår i släktet Tellina och familjen Tellinidae. Inga underarter finns listade i Catalogue of Life.